# مونداريث
بلدية مونداريث (بالإسبانية: Mondariz) هي بلدية تقع في مقاطعة بونتيفيدرا التابعة لمنطقة غاليسيا شمال غرب إسبانيا.

## الديموغرافيا
يبلغ عدد سكان بلدية مونداريث 5.081 نسمة عام 2011 (وفقاً للمعهد الوطني للإحصاء الإسباني).
| 6.347 | 5.915 | 5.370 | 5.343 | 5.320 | 5.259 | 5.081 |